# Воядинский сельсовет
Воядинский сельсовет — муниципальное образование в Янаульском районе Башкортостана.
Согласно «Закону о границах, статусе и административных центрах муниципальных образований в Республике Башкортостан» имеет статус сельского поселения.

## Состав сельсовета
- с. Вояды,
- д. Акылбай,
- д. Бадряш-Актау,
- д. Байсарово,
- с. Карман-Актау,
- с. Туртык,
- д. Чангакуль.

## Население
| 2002 | 2009 | 2010 | 2012 | 2013 | 2014 | 2015 |
| ---- | ---- | ---- | ---- | ---- | ---- | ---- |
| 872  | ↘831 | ↘703 | ↘657 | ↘628 | ↘613 | ↘605 |
| 2016 | 2017 | 2018 |      |      |      |      |
| ↘576 | ↗584 | ↘561 |      |      |      |      |